# Salomon und Gaenor
Salomon und Gaenor ist ein britisches Liebesdrama von Paul Morrison aus dem Jahr 1999.

## Handlung
Südwales im Jahr 1911: Der junge orthodoxe Jude Solomon Levinsky verdient sich durch den Verkauf von Stoffen seinen Lebensunterhalt. Dazu zieht er in einer vom Bergbau geprägten Kleinstadt als Vertreter von Tür zu Tür und bietet Stoffproben an. Um dabei akzeptiert zu werden, versteckt er sein Judentum. Eines Tages trifft er beim Verkauf auf die junge Gaenor, die als Haushälterin arbeitet. Er verliebt sich in sie, gibt ihr zwei Stoffproben und verspricht, in einer Woche wiederzukommen. In der Zwischenzeit beobachtet er sie beim Gottesdienst. In der folgenden Woche bestellt Gaenor Stoff bei ihm, gibt ihm jedoch einen schönen roten Stoff zurück, den er extra für sie ausgewählt hatte. Er schneidert ihr ein Kleid aus diesem Stoff und schenkt es ihr, als beide sich wiedersehen. Nach seinem Namen gefragt, stellt sich Solomon als Sam Livingston vor. Bei einem heimlichen Treffen zieht Gaenor das rote Kleid an und beide küssen sich, bevor sie sich aus Angst vor Entdeckung trennen. Am Abend findet Gaenors Vater das Kleid; Gaenor behauptet, es für sich gekauft zu haben. Die Mutter setzt durch, dass Gaenor es behalten kann.
Im Gottesdienst fällt Gaenors Eltern auf, dass ihre Tochter den sie verehrenden Noah nun eher kühl behandelt. Gaenor gesteht, dass sie sich verliebt habe, und stellt „Sam“ ihrer Familie vor. Er behauptet, dass sein Vater viel unterwegs sei, da er bei der Eisenbahn als Ingenieur arbeite. In Wirklichkeit führt sein Vater jedoch einen kleinen Laden und zieht als Glaser ähnlich wie Solomon durch die Straßen der Kleinstädte. Solomon wird von Gaenors Vater abgelehnt, da er in ihm nur einen kleinen Vertreter sieht. Solomon erkennt zudem, dass Gaenors großer Bruder Crad ein Antisemit ist. Solomon und Gaenor bleiben dennoch ein Paar und schlafen wenig später in einer Scheune miteinander. Sein Leibchen mit Zizijot, das er unter seiner Weste trägt, zieht Solomon dabei heimlich aus.
Gaenor denkt bereits an Heirat, ist jedoch irritiert, dass Solomon sie nicht seiner Familie vorstellen will. Der Vater sei stets unterwegs und die Mutter krank. Crad wiederum macht Solomon klar, dass er ihn nicht in der Familie haben will, da er Mädchenhände habe und kaum in die Arbeiterfamilie passe. Gaenor wird schwanger; in Solomons Distanziertheit, was seine Familie betrifft, vermutet sie nur oberflächliche Gefühle für sie und verlässt ihn schließlich. Vor ihrer Gemeinde wird sie von Noah als schwanger bloßgestellt und für mehrere Wochen vom Gottesdienst ausgeschlossen. Für ihre Familie bricht eine Welt zusammen: Der Vater verlangt, dass Gaenor Solomon heiratet, während die Mutter klarmacht, dass Gaenor diese Ehe nicht wolle. Es wird beschlossen, dass Gaenor ihr Kind bei Verwandten auf die Welt bringen und es sofort nach der Geburt zur Adoption freigeben soll. Gaenor soll bis zur Geburt im Haus verbleiben. Solomon wird nun der Kontakt zu Gaenor verweigert, doch kann er sie heimlich treffen. Er erkennt, dass sie schwanger ist. Gaenor wiederum beginnt, ihn zu suchen, und findet ihn schließlich in einer jüdischen Gemeinde. Er macht ihr klar, dass sie in seiner Familie nie akzeptiert werden würde und dass er von seiner Familie verstoßen werden würde, wenn beide ein Paar wären. Sie werden dennoch erneut ein Paar und planen die gemeinsame Flucht.
In der Gegend herrscht Unruhe. Die Arbeiter wollen streiken, Hunger und Armut bestimmen den Alltag. Bald richtet sich der Hass gegen die Juden in der Gegend und Solomons Familie verlässt ihr Haus aus Angst vor Übergriffen. Tatsächlich zerstört ein Mob um Crad auch das Geschäft der Levinskys. Solomon wird von seinem Vater an der Flucht mit Gaenor gehindert; er macht ihm klar, dass er andernfalls für die Familie als tot gelten würde und man den Kaddisch für ihn lesen würde. Solomon wird zu einem Onkel nach Cardiff zur Arbeit geschickt und schreibt vergeblich an Gaenor, da sämtliche Briefe von Crad abgefangen werden. Gaenor wiederum stößt bei Solomons Familie auf Ablehnung; ihr ungeborenes Kind sei allein ihr Problem. Sie reist schließlich zu ihren Verwandten ab, um ihr Kind auf die Welt zu bringen. Eines Tages kehrt Solomon zurück und kann Crad nach einer Schlägerei dazu bringen, den Aufenthaltsort Gaenors zu verraten. Er begibt sich im verschneiten Winter zu Gaenor und bricht halbtot vor ihrer Tür zusammen. Sie pflegt ihn und beide heiraten in einer jüdischen Zeremonie. Kurz darauf stirbt er und Gaenor bringt ihr Kind zur Welt, das sie abgibt. Mit Solomons Leichnam kehrt sie schließlich in ihre Kleinstadt zurück.

## Produktion
Salomon und Gaenor war der erste Spielfilm von Dokumentarfilmer Paul Morrison. Selbst jüdischer Herkunft, kam die Idee zum Film, nachdem er für eine Dokumentation zu jüdischer Identität in Großbritannien geforscht hatte und dabei die Geschichte des jüdischen Lebens in den Tälern Wales’ recherchierte. Die Dreharbeiten fanden in Südwales, darunter in Cwmparc, Wyndham, Caerphilly, Merthyr Tydfil (jüdischer Friedhof), Clydach Vale (Wern Street, Morton Terrace, Adam Street), Nantymoel (Bethel Chapel) und Cardiff, statt. Die Kostüme schuf Maxine Brown, die Filmbauten stammen von Hayden Pearce. 
Der Film kam am 30. April 1999 in die britischen Kinos. In Deutschland lief der Film erstmals am 2. Juni 1999 auf dem Internationalen Filmfest Emden-Norderney und wurde am 2. Dezember 2001 auf Bayern 3 erstmals im deutschen Fernsehen gezeigt.

## Kritik
„Beeindruckend gespielt und inszeniert“, befand der film-dienst. Für Cinema war der Film eine „düstere ‘Romeo und Julia’-Variante“.

## Auszeichnungen
Paul Morrison wurde 1999 auf dem Festróia mit dem Goldenen Delphin ausgezeichnet. Salomon und Gaenor erhielt 2000 eine Oscar-Nominierung in der Kategorie Bester fremdsprachiger Film. Bei den walisischen BAFTA Cymru Awards gewann der Film 2001 Preise in den Kategorien Bester Film, Beste Kamera, Bestes Design und Beste Kostüme. 